# Igor Telkov
Bản mẫu:Eastern Slavic name
Igor Sergeyevich Telkov (tiếng Nga: Игорь Сергеевич Телков; sinh ngày 6 tháng 5 năm 1989) là một cầu thủ bóng đá người Nga. Hiện tại anh thi đấu cho FC Tyumen.